# 裏切者 (1929年の映画)
『裏切者』（Betrayal）は、フェイマス・プレイヤーズ＝ラスキー製作、パラマウント映画配給による1929年のアメリカ合衆国のサイレント・ドラマ映画である。ルイス・マイルストンが監督した最後のサイレント映画であり、ゲイリー・クーパーとエミール・ヤニングスが出演した最後のサイレント映画でもある。またクーパーとヤニングスの唯一の共演映画である。フィルムは失われていると考えられている。

## キャスト
- エミール・ヤニングス
- エスター・ラルストン（英語版）
- ゲイリー・クーパー
- ダグラス・ヘイグ（英語版）
- ジェイダ・ウェラー
- ボディル・ロージング（英語版）
- アン・ブロディ（英語版）
- ポール・ゲーツマン
- レオーネ・レイン（英語版）

## 製作
撮影はタホ湖付近で行われ、「パートトーキー」を想定していたが、ヤニングスの酷いドイツ語訛りやラルストンの声の録音の不充分さを理由にサイレントとして公開された。